# Istari
Istari är en trollkarlsorden med fem kända medlemmar i J.R.R. Tolkiens böcker. Dessa sändes till Midgård för att kämpa mot Sauron och värva alver samt människor att strida mot honom i början av tredje åldern och höja deras moral. Alla figurerna klassas som maiar.

## Medlemmar
- Saruman (Curumo)
- Gandalf (Olórin)
- Radagast (Aiwendil)
- Morinehtar (Pallando)
- Rómestámo (Alatar)

## Bildande
När orden skapades var bara två frivilliga, Curumo (Saruman) och Alatar (Rómestámo). Alatar tog med sig sin bäste vän Pallando (Morinethar). Curumo, som var Aulës maia, tvingades ha med sig en maia att representera Aules fru, grönskans härskarinna Yavanna. Denna representant blev Aiwendil (Radagast).
Valars ledare Manwë valde även Olórin (Gandalf), som var Niennas lärling. Olórin tvekade från början att ge sig av och var därför den som kom sist till Midgård. Dessa fem sändes till Midgård. Curumo, ledaren, var klädd i vitt, Aiwendil i jordbrunt, Alatar och Pallando i havsblått och Olórin i en grå resmantel. Círdan kunde ana storheten hos denna till synes slitna gubbe och gav honom därför Narya, eldringen.

### Ithryn Luin
Då Alatar och Pallando var klädda i blått när de anlände till Midgård fick de namnet Ithryn Luin av alverna, vilket är sindarin för "de blå trollkarlarna".

## Gärning i Midgård
När istari väl var framme klarade de inte den uppgift de fick. De två blå reste österut och försvann för alltid. (Enligt vissa rykten kämpade även dessa mot Sauron på egen hand, men det sägs också att dessa startade en magi-kultur borta i öst. Men deras verkliga öde är okänt.) Aiwendil blev förälskad i naturen och tillbringade all sin tid med växter och djur. Curumo föll offer för ondskan och blev till sist mördad av sin egen tjänare. Endast Olórin lyckades till sist fullfölja sitt uppdrag och fick därför resa hem igen tillsammans med Elrond, Galadriel, Bilbo Bagger och Frodo Bagger.